# Tuyến cam (Cao Hùng MRT)
Tuyến cam là một tuyến Đông-Tây của Tàu điện ngầm Cao Hùng ở Cao Hùng, Đài Loan. Nó mở cửa vào ngày 14 tháng 9 năm 2008, nhằm ngày Tết Trung thu, miễn phí tuần đầu tiên thử nghiệm. Sau khi kết thúc trải nghiệm miễn phí, Tàu điện ngầm Cao Hùng đưa ra giá khuyến mãi 1 chiều hằng tháng là NT$15 cho cả hai tuyến Đỏ và Cam.
Tuyến dài 14,4 kilômét (8,9 mi) gồm 14 nhà ga và là tuyến tàu điện ngầm thứ hai ở miền Nam Đài Loan. Trước khi khai trương, đã phát sinh một số vấn đề như đèn báo hiệu lối thoát, vé hiển thị không rõ ràng, và lối thoát hiểm bị kẹt nhưng đã được chỉnh sửa. Mặc dù ban đầu dự kiến sẽ mở cửa cùng Tuyến đỏ, nó đã bị trì hoãn do hầm bị sập vào tháng 12 năm 2005.

## Ga
| Quản lsy | Quản lsy | Quản lsy | Mã   | Tên ga                                                 | Tên ga                     | Đoạn             | Kết nối                                                           | Vị trí              | Vị trí          |
| Quản lsy | Quản lsy | Quản lsy | Mã   | Tiếng Anh/Việt                                         | Tiếng Hoa                  | Đoạn             | Kết nối                                                           | Vị trí              | Vị trí          |
| -------- | -------- | -------- | ---- | ------------------------------------------------------ | -------------------------- | ---------------- | ----------------------------------------------------------------- | ------------------- | --------------- |
|          |          |          |      |                                                        |                            |                  |                                                                   |                     |                 |
|          | ●        |          | O1   | Tây Tử Loan (Đại học quốc lập Trung Sơn) (Cáp Mã Tinh) | 西子灣 (中山大學) (哈瑪星) | Đoạn chính       | c đi qua Cáp Mã Tinh (C14)                                        | Cổ Sơn              | Cao Hùng        |
|          | ●        |          | O2   | Diêm Trình Bộ                                          | 鹽埕埔                     | Đoạn chính       |                                                                   | Diêm Trình          | Cao Hùng        |
|          | ●        |          | O4   | Hội đồng Thành phố (cũ)                                | 市議會                     | Đoạn chính       |                                                                   | Tiền Kim            | Cao Hùng        |
|          | ●        |          | O5   | Mỹ Lệ Sa                                               | 美麗島                     | Đoạn chính       | R (R10)                                                           | Tân Hưng            | Cao Hùng        |
|          | ●        |          | O6   | Trường tiểu học Tín Nghĩa                              | 信義國小                   | Đoạn chính       |                                                                   | Tân Hưng            | Cao Hùng        |
|          | ●        |          | O7   | Trung tâm văn hóa                                      | 文化中心                   | Đoạn chính       | c đi qua Universal Cinemas (C31) [2019] Rainbow Park (C32) [2019] | Tân Hưng Linh Nhã   | Cao Hùng        |
|          | ●        |          | O8   | Ngũ Khối Thái                                          | 五塊厝                     | Đoạn chính       | c đi qua Universal Cinemas (C31) [2019] Rainbow Park (C32) [2019] | Linh Nhã            | Cao Hùng        |
|          | ●        |          | O9   | Martial Arts Stadium                                   | 技擊館                     | Đoạn chính       |                                                                   | Linh Nhã            | Cao Hùng        |
|          | ●        |          | O10  | Vệ Vũ Doanh                                            | 衛武營                     | Đoạn chính       |                                                                   | Linh Nhã            | Cao Hùng        |
|          | ●        |          | O11  | Phượng Sơn Tây                                         | 鳳山西站                   | Đoạn chính       |                                                                   | Phượng Sơn          | Cao Hùng        |
|          | ●        |          | O12  | Phượng Sơn                                             | 鳳山                       | Đoạn chính       |                                                                   | Phượng Sơn          | Cao Hùng        |
|          | ●        | ⇘        | O13  | Đại Đông                                               | 大東                       | Đoạn chính       |                                                                   | Phượng Sơn          | Cao Hùng        |
|          | ●        | ○        | O14  | Trường trung học Phượng Sơn                            | 鳳山國中                   | Chính/Pingtung   |                                                                   | Phượng Sơn          | Cao Hùng        |
| ⇙        | ●        | ｜       | OT1  | Đại Liêu                                               | 大寮                       | Chính/Đại Liêu   |                                                                   | Đại Liêu            | Cao Hùng        |
| ○        |          | ｜       | OT2  | Phượng Lâm                                             | 鳳林                       | Đại Liêu Mở rộng |                                                                   | Đại Liêu            | Cao Hùng        |
| ○        |          | ｜       | OT3  | Cao Anh                                                | 高英                       | Đại Liêu Mở rộng |                                                                   | Đại Liêu            | Cao Hùng        |
| ○        |          | ｜       | OT4  | Khu công nghệ Đại Phá                                  | 大發工業區                 | Đại Liêu Mở rộng |                                                                   | Đại Liêu            | Cao Hùng        |
| ○        |          | ｜       | OT5  | Tân Thố                                                | 新厝                       | Đại Liêu Mở rộng |                                                                   | Đại Liêu            | Cao Hùng        |
| ○        |          | ｜       | OT6  | Chiêu Minh                                             | 昭明                       | Đại Liêu Mở rộng |                                                                   | Đại Liêu            | Cao Hùng        |
| ○        |          | ｜       | OT7  | Đàm Đầu                                                | 潭頭                       | Đại Liêu Mở rộng |                                                                   | Đại Liêu            | Cao Hùng        |
| ○        |          | ｜       | OT8  | Trường cao trung Lâm Viên                              | 林園高中                   | Đại Liêu Mở rộng |                                                                   | Lâm Viên            | Cao Hùng        |
| ○        |          | ｜       | OT9  | Lâm Viên Trung Hiếu                                    | 林園忠孝                   | Đại Liêu Mở rộng |                                                                   | Lâm Viên            | Cao Hùng        |
| ○        |          | ｜       | OT10 | Lâm Viên                                               | 林園                       | Đại Liêu Mở rộng |                                                                   | Lâm Viên            | Cao Hùng        |
|          |          | ○        | OP1  | Bì Đỉnh                                                | 埤頂                       | Pingtung Mở rộng |                                                                   | Phượng Sơn Đại Liêu | Cao Hùng        |
|          |          | ○        | OP2  | Tiền Trang                                             | 前莊                       | Pingtung Mở rộng |                                                                   | Đại Liêu            | Cao Hùng        |
|          |          | ○        | OP3  | Ông Viên                                               | 翁園                       | Pingtung Mở rộng |                                                                   | Đại Liêu            | Cao Hùng        |
|          |          | ○        | OP4  | Khê Liêu                                               | 溪寮                       | Pingtung Mở rộng |                                                                   | Đại Liêu            | Cao Hùng        |
|          |          | ○        | OP5  | Chuyên Tử Dao                                          | 磚子瑤                     | Pingtung Mở rộng |                                                                   | Bình Đông           | Huyện Bình Đông |
|          |          | ○        | OP6  | Ngọc Thành                                             | 玉成                       | Pingtung Mở rộng |                                                                   | Bình Đông           | Huyện Bình Đông |
|          |          | ○        | OP7  | Công Quán                                              | 公館                       | Pingtung Mở rộng |                                                                   | Bình Đông           | Huyện Bình Đông |
|          |          | ○        | OP8  | Lưu Thố                                                | 劉厝                       | Pingtung Mở rộng |                                                                   | Bình Đông           | Huyện Bình Đông |
|          |          | ○        | OP9  | Taisugar Pingtung Factory                              | 台糖屏東總廠               | Pingtung Mở rộng |                                                                   | Bình Đông           | Huyện Bình Đông |
|          |          |          |      |                                                        |                            |                  |                                                                   |                     |                 |